# Podalejrios
Podalejrios – w mitologii greckiej syn boga Asklepiosa i nimfy Epione (według innej wersji Lampetii), brat Machaona.
Był jednym z zalotników Heleny i z tego tytułu wziął udział u boku brata w wojnie trojańskiej. Walczył po stronie Greków, służąc im także swoimi umiejętnościami lekarskimi. Wraz z Machaonem wyleczył rannego Filokteta. Po upadku Troi pożeglował wspólnie z Kalchasem, Amfilochosem, Leonteusem i Polypojtesem do Kolofonu. Stamtąd, po śmierci Kalchasa, udał się do wyroczni delfickiej po radę, gdzie ma się osiedlić. Ta poradziła mu, by zamieszkał w miejscu, gdzie czułby się bezpieczny, gdyby niebo waliło się na głowę. Ostatecznie dotarł do Karii, której wysokie szczyty górskie zdawały się podpierać nieboskłon. Według jednego z wariantów mitu wyrzucony po katastrofie statku na brzeg spotkał koźlarza, który zaprowadził go do króla Karii, Damajtosa. Podalejrios uzdrowił wówczas córkę władcy, którą następnie poślubił, a także założył miasto Syrnos.
W Italii na szczycie góry Drion znajdowały się dwa sanktuaria, wzniesione ku czci Kalchasa i Podalejriosa. Osobę, która złożyła tam ofiarę z czarnego barana i następnie przespała się w skórze tego zwierzęcia, według ówczesnych wierzeń nawiedzały sny prorocze.